# 景东千金藤
景东千金藤（学名：Stephania chingtungensis）为防已科千金藤属的植物，为中国的特有植物。分布在中国大陆的云南等地，生长于海拔1,200米至3,200米的地区，目前尚未由人工引种栽培。